# Mickey Mouse in Vietnam
Pour plus de détails, voir Fiche technique et Distribution.
Mickey Mouse in Vietnam est un dessin animé américain d'une durée totale d'une minute, réalisé en 16 mm en 1968 qui met en scène le personnage de Mickey Mouse créé par Walt Disney. Ce film indépendant, ni validé ni produit par le studio Disney est sorti en 1969. 
Son réalisateur était Lee Savage et son producteur et concepteur était Milton Glaser. Perdu pendant des années, le dessin animé est disponible sur YouTube depuis le 22 avril 2013.

## Synopsis
Mickey s'engage dans l'armée américaine et se rend au Viêt Nam en bateau durant la guerre. Quelques instants après son arrivée, il est tué d'une balle dans la tête.